# 黄华东
黄华东（1972年—）是一名中国男子体操运动员。他在1996年亚特兰大夏季奥林匹克运动会中，参加了男子体操团体比赛并获得银牌。他也参加了1994年亚洲运动会体操比赛，共获得两枚金牌。